# Акты Московского государства 1538 года
Правление: 1533—1538 — Елена Васильевна Глинская (при малолетнем Иване Грозном 1533-1584). Начало правления опекунского совета.

## Акты Московского государства 1538 года
- Отдельная выпись писцов Собакина Григория Васильевича и Глебова Третьяка Леонтьевича Паюсову Андрею Чернцову с сыном Хабаром на жеребьи деревень Конечка, Дишенье и Горино с починками в Буряжском погосте Шелонской пятины.
- Жалованная кормлёная грамота великого князя Ивана Васильевича Племянникову Ивану Андреевичу на волости Орлова, Шульга и Ивановский погост в Устюге с пятном.
- Жалованная кормлёная грамота великого князя Ивана Васильевича Племянникову Ивану Андреевичу на волости Пушма и Осиновец в Устюге с правдой и пятном.